# Epizod (együttes)
Az Epizod (cirill betűkkel Eпизoд) egy bolgár metálegyüttes, melyet 1983-ban alapítottak meg Szófiában. 
1983-ban alakultak meg. Kezdetben François Villon verseit adták elő megzenésítve. Először saját énekese 1989-től volt Dimitar Argirov személyében. 1990-ben a BBC élő Epizod-koncertet sugárzott, a koncert helyszíne a szófiai Nemzeti Kultúrpalota volt.

## Diszkográfia
- Moлете се... (1992)
- Mъpтве cpeд Mъpтъвци (1993)
- Peспeҝт (1999)
- Бългapcкият Бoг (2002)
- Дoшлo e вpeмe (2003)
- Mъжҝи пecни (2004)
- ST. Patriarch Evtimii (2004)

## Fordítás
- Ez a szócikk részben vagy egészben  az   Epizod című angol Wikipédia-szócikk ezen változatának fordításán alapul.  Az eredeti cikk szerkesztőit annak laptörténete sorolja fel. Ez a jelzés csupán a megfogalmazás eredetét és a szerzői jogokat jelzi, nem szolgál a cikkben szereplő információk forrásmegjelöléseként.